# エベレスト南峰
エベレスト南峰（エベレストなんぽう、簡体字: 珠穆朗玛南峰; 繁体字: 珠穆朗瑪南峰）は、地球上で二番目に高い峰であり、エベレストの峰の一つである。海抜8,749メートル (28,704 ft)と、実際には地球上で二番目に高い山であるK2の山頂（海抜8,611メートル (28,251 ft)）より高いにもかかわらず、そのプロミネンスが11メートルしかないため、峰の一つとされるのみで独立した山とはみなされていない。
頂上は雪と氷でドーム型となっており、エベレスト山頂とはコーニス・トラバース（Cornice Traverse）とヒラリー・ステップで繋がっている。1953年5月26日、1953年英国エベレスト登山隊のチャールズ・エヴァンスとトム・ボーディロンが初登頂に成功した。この隊はエベレスト山頂へのアタックを続けることができず、第2隊のエドモンド・ヒラリーとテンジン・ノルゲイが南峰を通って山頂へ到達した。エベレスト山頂と南峰との距離は約130メートル (430 ft)である。
1965年インドエベレスト登山隊の地質学者が、南峰の先、約100フィートの場所で貝の化石の堆積を発見。この登山隊は9人がエベレストに登頂している。
1978年にエベレストの無酸素登頂に初成功したラインホルト・メスナーは、南峰を「自分にとって特別な一里塚」と表現している。
1996年のエベレスト大量遭難では、山岳ガイドのロブ・ホールがエベレスト山頂からの下山中に激しいブリザードに逢い南峰付近で死亡している。ホールは一晩生き延び、翌1996年5月11日に無線連絡を行ったが、その日に凍死した。彼の遺体はその場所に残された。